# Île Kitaiwo
L'île Kitaiwo (北硫黄島, Kita Iōtō, litt. « île Iwo du nord ») est une île du Japon faisant partie de la chaîne Kazan, dans l'archipel Ogasawara (sous-préfecture d'Ogasawara). L'île a une superficie de 5,57 km2.

## Position
L'île se trouve à environ 1 200 km au sud de Tokyo, Chichi-jima se trouve à 207 km au sud-sud-ouest.